# دبیرخانه بخش امبانگانگا کورال
دبیرخانه بخش امبانگانگا کورال (به لاتین: Ambanganga Korale Divisional Secretariat) یک منطقهٔ مسکونی در سری‌لانکا است که در استان مرکزی (سری‌لانکا) واقع شده‌است.